# Гетто в Кемелишках
Гетто в Кеме́лишках (октябрь 1941 — 24 октября 1942) — еврейское гетто, место принудительного переселения евреев деревни Кемелишки Островецкого района Гродненской области и близлежащих населённых пунктов в процессе преследования и уничтожения евреев во время оккупации территории Белоруссии войсками нацистской Германии в период Второй мировой войны.

## Оккупация Кемелишек и создание гетто
Деревня Кемелишки (Рытанский сельсовет) была оккупирована немецкими войсками с 27 июня 1941 года до июля 1944 года. После оккупации немцы, реализуя нацистскую программу уничтожения евреев, в октябре 1941 года организовали в местечке гетто, в которое согнали около 400 евреев.
Гетто находилось около местного костёла, не охранялось и не было ограждено, но евреев, самовольно вышедших за его пределы, пытали и убивали.
Узники находились в невыносимых условиях. Новорожденных младенцев нацисты и полицаи сразу же забирали от матерей и убивали.
Бо́льшую часть молодёжи вскоре выслали в концентрационные лагеря, а те, кто смог, бежали в лес к партизанам.

## Уничтожение гетто
24 октября 1943 года (16 октября 1942 года) в Кемелишское гетто прибыла бригада карателей из Вильнюса, состоящая из немцев-эсэсовцев и литовцев — служащих вермахта, под командованием немецких офицеров, в том числе гебитскоменданта Вильно Вульфа. Часть солдат отправили на рытьё расстрельной ямы в поместье Малые Свиранки недалеко от Кемелишек. Остальные каратели начали прочесывать места за пределами гетто и соседние деревни в поисках евреев (так были схвачены евреи в деревне Ворняны).
Перед евреями, которых согнали в Кемелишки, выступил немецкий офицер и объявил, что все они как «неполноценная и вредная» нация будут убиты. Затем обреченных людей построили в колонну по 4 человека и под конвоем повели к месту расстрела. Перед этим всем ещё сильным мужчинам связали руки. Всего в колонне оказались 350—400 человек.
Около ямы евреев партиями по несколько десятков человек заставляли раздеваться до нижнего белья, спускаться в могилу и ложиться лицом вниз. Лежачих расстреливали из автоматов, а следующим приказывали ложиться сверху на убитых. Расстрел продолжался около двух часов. Спастись никому не удалось. Во время этой «акции» (таким эвфемизмом нацисты называли организованные ими массовые убийства) местным жителям категорически запретили выходить из домов.

## Организаторы и исполнители убийств
Организаторами и исполнителями убийств евреев в Камелишках, по данным расследования комиссии ЧГК, были: гебитскомендант Вильно — Вульф; комендант немецкой полиции Кемелишек — Лазуго Иван; комендант полиции Кемелишек — Раковский; войт Кемелишской волости — Леговец Болеслав Викентьевич; секретарь Кемелишской волости — Пузыревский.

## Память
В 1945 году комиссия ЧГК произвела вскрытие братской могилы и установила: «Длина могилы 20 метров, ширина — 4 метра, глубина — около 3 метров… Убийство людей осуществлялось выстрелами в голову разрывными пулями».
Большинство жертв, покоящихся в данном массовом захоронении, были евреями из Кемелишек и Пабраде.
Всего в Кемелишках были убиты 360 (до 400, более 500) евреев.
В 1958 году на братской могиле была установлена мемориальная плита. В 1992 году Шмуэль Керен-Кроль — один из спасшихся, при содействии местных властей установил памятник жертвам геноцида евреев в Кемелишеках с надписью на трёх языках: «Здесь покоится прах более 500 евреев, расстрелянных нацистами 24.10.1942 года».